# Костянтинівка (Старобільський район)
Костянти́нівка — село в Україні, у Білолуцькій селищній громаді Старобільського району Луганської області. Населення становить 56 осіб.